# Alfons Lemper
Alfons Lemper (* 28. Januar 1934 in Glandorf bei Osnabrück; † 19. November 2013) war ein deutscher Wirtschaftswissenschaftler und Professor für Wirtschaftswissenschaft an der Universität Bremen mit dem Schwerpunkt Handelstheorie und Handelspolitik sowie Internationale Wirtschaftsbeziehungen.

## Leben
Alfons Lemper studierte an der Universität Münster und promovierte dort 1961. Im Anschluss daran arbeitete er dort als wissenschaftlicher Mitarbeiter und später in der Privatwirtschaft. 1966 begann er mit der Arbeit im Deutschen Übersee-Institut, wo er 1972 die Leitung  des Instituts für Allgemeine Überseeforschung übernahm. Von 1977 und bis Oktober 1998 war Alfons Lemper als Professor an der Universität Bremen im Bereich Internationale Wirtschaftsbeziehungen tätig. Dort gründete er 1991 zusammen mit Axel Sell und Karl Wohlmuth das universitäre Institut für Weltwirtschaft und Internationales Management (IWIM). Als Fachbereichssprecher übernahm er auch Verantwortung für den gesamten Fachbereich Wirtschaftswissenschaft, um den Konsolidierungsprozess der Wirtschaftswissenschaften in Bremen voranzubringen.
Forschungsschwerpunkte
- Integrationstheorie/Europäische Integration
- Die Handlungsfähigkeit von Unternehmen als Möglichkeit zur Gestaltung von evolutionären Wettbewerbsprozessen
- Massenarbeitslosigkeit durch Politikversagen
- Außenhandelsstrategien ostasiatischer Entwicklungs- bzw. Schwellenländer und die Auswirkungen auf die bundesdeutsche Beschäftigungssituation

## Mitgliedschaften
- Mitglied des Vorstandes der Bremer Gesellschaft für Wirtschaftsforschung e.V. (Geschäftsführer)
- Mitglied der List-Gesellschaft
- Mitglied des Erweiterten Vorstandes der Internationalen Gesellschaft für Weltwirtschaft e.V., Berlin

## Herausgeber von Periodika
- Berichte des Weltwirtschaftlichen Colloquiums der Universität Bremen (Mitherausgeber seit 1984)
- Reihe "Studien der Bremer Gesellschaft für Wirtschaftsforschung e.V." im Peter Lang Verlag, Frankfurt am Main u. a. (Mitherausgeber seit 1990)
- Materialien des Universitätsschwerpunktes "Internationale Wirtschaftsbeziehungen und Internationales Management" (Mitherausgeber seit 1991)
- Reihe "Institut für Weltwirtschaft und Internationales Management" im Lit-Verlag, Münster und Hamburg (Mitherausgeber seit 1993)